# بدونیا
بدونیا (به ایتالیایی: Bedonia) یک کومونه در ایتالیا است که در استان پارما واقع شده‌است.

## خصوصیات
بدونیا ۱۶۷ کیلومترمربع مساحت و ۳٬۵۲۶ نفر جمعیت دارد و ۵۰۰ متر بالاتر از سطح دریا واقع شده‌است.